# 鶡冠子
鶡冠子是道家類著作，兼及法家與兵家，傳為戰國時期楚國隱士鶡冠子所作，有三卷十九篇。
《鶡冠子》一書作者不詳，《史记》並没有提到《鹖冠子》，《汉书·艺文志》稱作者是楚人，“居深山﹐以鹖为冠”。应劭《風俗通義》佚文也说:“鹖冠氏，楚贤人，以鹖为冠，因氏焉。鹖冠子著书。”《鶡冠子》一書大多闡述道家思想，也有天學、宇宙論等方面的內容。《漢書‧藝文志》著錄一篇，列之於道家。今存《鹖冠子》十九篇本，為唐代陆佃所解。清人王人俊輯《鶡冠子佚文》一卷。
唐代柳宗元作《辩鹖冠子》一文，认为《鹖冠子》之《世兵篇》多同贾谊《鵩赋》，又此书“尽鄙浅言也，吾意好事者伪为其书。”後世多認同此為偽書。是以长期以来《鹖冠子》备受冷遇。也有学者肯定《鹖冠子》，《四库提要》认为柳宗元不能仅“以单文孤证，遽断其伪”。吕思勉指出：“此书义精文古，决非后世所能伪为，全书多道、法二家论，与《管子》最相似。”1973年，马王堆汉墓出土大量帛書，有学者研究发现，《鹖冠子》與帛书相合，證明此書並非偽書。《鹖冠子·王鈇篇》中有称县邑之长为啬夫，裘錫圭認為漢代縣令已不再稱嗇夫，證明《鶡冠子》不會是漢以後的作品。

## 研究書目
- Carine Defoort（戴卡琳）著，楊民譯：《解讀鶡冠子——從論辯學的角度》（瀋陽：遼寧教育出版社，2000）。
- 戴卡琳：〈從措詞明理藝術的角度來研究《鶡冠子》（页面存档备份，存于）〉。
- 李學勤：〈《鶡冠子》與兩種帛書（页面存档备份，存于）〉。